# Кошів (Луцький район)
Ко́шів (пол. Koszów) — село в Україні, у Луцькому районі Волинської області. Входить до складу Торчинської селищної громади. Населення становить 218 осіб.

## Населення
Згідно з переписом УРСР 1989 року чисельність наявного населення села становила 248 осіб, з яких 102 чоловіки та 146 жінок.
За переписом населення України 2001 року в селі мешкало 216 осіб. 100 % населення вказало своєю рідною мовою українську мову.

## Пам'ятки археології
На території села відомі наступні пам'ятки археології:
- В урочищі Вапнярка — давньоруське поселення, відкрите М. Кучинком в 1976 р.
- За 0,5 км на південний схід від села, на захід від шосейної дороги, на схилі правого берега лівостороннього допливу Чорногузки висотою до 10 м над рівнем заплави — двошарове поселення тшинецько-комарівської культури і давньоруського часу XII—XIII ст. площею до 2 га. З території орного поля зібрані уламки ліпної кераміки, три відщепи середнього періоду доби бронзи, два з яких ретушовані, а також уламки вінець і фрагменти стінок горщиків раннього середньовіччя.
- В західній частині села, на схилі правого берега лівостороннього допливу Чорногузки висотою 6-8 м над рівнем заплави — поселення періоду XII—XIII ст. площею близько 1 га. З територій присадибних ділянок зібрані фрагменти гончарних горщиків, частина яких декорована нарізними прямими борозенками.
- В південно-східній частині села, на мисоподібному виступі лівого берега безіменного струмка (лівосторонній доплив Чорногузки) висотою до 8 м над рівнем заплави — поселення періоду XI—XIII ст. площею до 1 га. З території людських городів зібрані уламки вінець і фрагменти стінок гончарних горщиків, частина яких орнаментована прямими нарізними борозенками.
- На північно-західній околиці села, в урочищі Вапнярка, на мисоподібному виступі лівого берега лівостороннього допливу р. Чорногузки висотою до 14 м над рівнем заплави — городище періоду X—XII ст. Відкрите розвідкою С. Терського у 1991 р. Пам'ятка частково зруйнована кар'єром по добуванню вапняку. Городище має овальну у плані форму, обведене невисоким валом і додатково захищене ровом. Культурний шар бідний на знахідки. Зібрані керамічні матеріали, орнаментовані нарізними хвилястими і прямими борозенками.
- В східній частині села, на мисоподібному виступі лівого берега лівостороннього допливу р. Чорногузки висотою до 14 м над рівнем заплави — двошарове поселення тшинецько-комарівської культури і давньоруського часу X—XIII ст. площею до 2 га. З території людських городів зібрані уламки ліпної кераміки середнього періоду доби бронзи і фрагменти гончарного посуду раннього середньовіччя. Окремі стінки горщиків орнаментовані нарізними хвилястими і прямими борозенками.